# Mount Healey
Mount Healey var en civil parish 1866–1955 när det uppgick i Cartington, nu i Rothbury civil parish, i grevskapet Northumberland i England. Civil parish var belägen 20 km från Morpeth och hade 19 invånare år 1951.